# Baniana
Baniana is een geslacht van vlinders van de familie spinneruilen (Erebidae), uit de onderfamilie Calpinae.

## Soorten
- B. arvorum (Guenée, 1852)
- B. centrata Dognin, 1912
- B. cohaerens Draudt, 1950
- B. craterosema Hampson, 1926
- B. culminifera Hampson, 1910
- B. chelesema Hampson, 1926
- B. disticta Hampson, 1926
- B. elongata Dognin, 1912
- B. inaequalis Walker, 1862
- B. mademalis (Viette, 1978)
- B. magniplaga Walker, 1862
- B. octomaculata (Holland, 1894)
- B. ochracea Hampson, 1926
- B. omoptila Viette, 1956
- B. pulverulenta Hampson, 1926

- B. quadrimaculata (Holland, 1894)
- B. relapsa Walker, 1858
- B. retrorsa Hampson, 1926
- B. semilugens Walker, 1857
- B. sexmaculata (Holland, 1894)
- B. sminthochroa Hampson, 1926
- B. trigrammos (Mabille, 1881)
- B. veluta Schaus, 1901